# كيلي ويلز
كيلي ويلز (بالإنجليزية: Kellie Wells)‏ (و. 1982  م) هي واثبة حواجز، ومنافسة ألعاب القوى أمريكية، ولدت في ريتشموند، شاركت في الألعاب الأولمبية الصيفية 2012.

## روابط خارجية
- كيلي ويلز على موقع الاتحاد الدولي لألعاب القوى (الإنجليزية)
- كيلي ويلز على موقع الاتحاد الأمريكي لسباقات المضمار والميدان (الإنجليزية)
- كيلي ويلز على موقع الدوري الماسي (الإنجليزية)
- كيلي ويلز على موقع أوليمبيديا (الإنجليزية)
- كيلي ويلز على موقع اللجنة الأولمبية والبارالمبية الأمريكية (الإنجليزية)